# Die a Little Bit
Die a Little Bit è un singolo della cantante statunitense Tinashe, pubblicato nel 2019 ed estratto dal suo quarto album in studio Songs for You. Il brano vede la partecipazione della rapper britannica Ms Banks.

## Tracce
- Download digitale

1. Die a Little Bit (featuring Ms Banks) – 2:45

## Video
Il videoclip della canzone è stato diretto da C Prinz.